# Piper azuaiense
Piper azuaiense är en pepparväxtart som beskrevs av Truman George Yuncker. Piper azuaiense ingår i släktet Piper och familjen pepparväxter. Inga underarter finns listade i Catalogue of Life.